# 6014 Крібренмарк
6014 Крібренмарк (6014 Chribrenmark) — астероїд головного поясу, відкритий 7 серпня 1991 року.
Тіссеранів параметр щодо Юпітера — 3,535.